# HD 49947
HD 49947，又名CP-72 522，SAO 256330、HR 2531，是一颗恒星，视星等为6.37，位于銀經284.02，銀緯-26.43，其B1900.0坐标为赤經6h 45m 39.7s，赤緯-73° -26.43′ 28″。